# Philippe Heberlé
Philippe Heberlé (21 marzo 1963) è un tiratore a segno francese.

## Palmarès

### Olimpiadi
- 1 medaglia:
  - 1 oro (Los Angeles 1984 nella carabina 10 metri aria compressa)